# Aire sauvage Tobeatic
L’aire sauvage Tobeatic (anglais : Tobeatic Wilderness Area) est une aire protégée de la Nouvelle-Écosse canadienne située dans le centre-sud de la Nouvelle-Écosse.  Elle est située à l'est du parc national de Kejimkujik dont elle fait trois fois la taille. Avec une superficie de 1 037,80 km2, c'est la plus grande aire protégée terrestre de la province.  Le nom provient du micmac Tupsie’katik qui signifie « lieu aux aulnes ».
Depuis 2001, le parc a été inclus comme zone centrale de la réserve de biosphère de Southwest Nova. 

## Géographie
L'aire sauvage Tobeatic a une superficie de 1 042,05 km2. Le territoire de la réserve est compris dans les comtés d'Annapolis, de Digby, Yarmouth, de Shelburne et de Queens. Elle enclave la réserve naturelle de Sporting Lake et elle partage ses limites avec le parc national de Kejimkujik et l'aire sauvage de la Rivière-Shelburne.

## Faune
On retrouve plusieurs espèces de carnivores à Tobeatic, dont le pékan, l'ours noir, la loutre de rivière, le lynx roux et le vison d'Amérique. Les petits mammifères sont représentés par le rat musqué et le castor du Canada. On retrouve dans la réserve l'une des dernières populations d'orignaux de la partie continentale de la Nouvelle-Écosse.
Parmi les oiseaux, on retrouve de la sauvagine, des parulines et des rapaces nocturnes.